# Chehalis
Chehalis és una població dels Estats Units i seu del comtat de Lewis a l'estat de Washington. Segons el cens del 2000 tenia 7.057 habitants.

## Demografia
Segons el cens del 2000, Chehalis tenia 7.057 habitants, 2.671 habitatges, i 1.696 famílies. La densitat de població era de 485,7 habitants per km².
Dels 2.671 habitatges en un 33,2% hi vivien nens de menys de 18 anys, en un 43,8% hi vivien parelles casades, en un 14,4% dones solteres, i en un 36,5% no eren unitats familiars. En el 30,4% dels habitatges hi vivien persones soles el 15,1% de les quals corresponia a persones de 65 anys o més que vivien soles. El nombre mitjà de persones vivint en cada habitatge era de 2,46 i el nombre mitjà de persones que vivien en cada família era de 3,06.
Per edats la població es repartia de la següent manera: un 29,2% tenia menys de 18 anys, un 11,4% entre 18 i 24, un 26,6% entre 25 i 44, un 18,9% de 45 a 60 i un 14% 65 anys o més.
L'edat mediana era de 32 anys. Per cada 100 dones de 18 o més anys hi havia 94 homes.
La renda mediana per habitatge era de 33.482 $ i la renda mediana per família de 41.387 $. Els homes tenien una renda mediana de 32.289 $ mentre que les dones 24.414 $. La renda per capita de la població era de 15.944 $. Aproximadament el 16% de les famílies i el 19,8% de la població estaven per davall del llindar de pobresa.

## Poblacions més properes
El següent diagrama mostra les poblacions més properes.